# Аллен (святой)
Аллен (V век) — святой отшельник. День памяти — 13 января.
Святой Аллен (Allen), или Элиан (Elian), или Эйлан (Eilan), или Аллан (Allan) был корневилльским или бретонским отшельником. Традиционное предание гласит, что он прибыл по морю из Рима и высадился на севере острова Англси в Porth yr Yehen, где и воздвиг храм около 450 года. Иногда утверждают, что святой был родственником святителя Измаила и проповедовал в Корнуолле. В честь него названы селения Лланэлиан на острове Англси (Llanelian in Anglesey) и Лланэлиан в графстве Денбишир (Llanelian in Denbigshire), а также дорога Лланэлиан (Llanelian Road) в Колуин-Бей, Северный Уэльс. Также ему посвящён храм в Корнуолле.
Известно предание, согласно которому он запретил разведение грейхаундов, после того, как один из них напал на олениху, бывшую на сносях.